# Henri Raspe II
Henri Raspe II (né vers 1130; † 1155/1157) de la maison des Landgraves de Thuringe  comte de Gudensberg en Hesse historique.

## Biographie
Selon l'Historia Brevis Principum Thuringiæ Henri Raspe II est le second fils du landgrave Louis Ier de Thuringe de la maison des Ludowinges et de son épouse Hedwige de Gudensberg, la fille du comte Gison IV de Gudensberg et de Cunégonde de Bilstein.  
Son père Louis Ier hérite avec Hedwige à la suite de la  mort du frère de cette dernière Gison V du comté de Gudensberg et des autres domaines et droits de la maison des Gison dans la nord et la moyenne Hesse historique. Henri comme cadet du Landgrave de Thuringe reçoit comme il en sera de coutume dans la maison des Ludowinges, le comté de Gudensberg à gérer. Il devient un partisan des Hohenstaufens, afin de faire face à la pression qu'exerce sur les possessions familiales, la politique d'expansion du duc de Saxe Henri le Lion. 
Henri Raspe II est à l'origine avec sa mère Hedwige de la création vers 1140/1148 de l'abbaye d'Ahnaberg  comme fief près de l'ancien site saxon, puis franconien  d'Adelshofs c'est-à-dire « Chasalla » (du latin: Castellum = château) dans les environs de Fulda qui marque le début d'une intense activité des Ludowinges dans la région de Cassel. Très vite un petit village est adjoint au monastère, il est fortifié et bénéficie de la civitas. Il reçoit en 1189 le titre de cité et en 1200 sa propre autonomie il devient en 1277, sous Henri Ier, le lieu de résidence principale à la place de Gudensberg de la partie de la Hesse issue du patrimoine des Ludowinges qui constitue Landgraviat de Hesse.
C'est vraisemblablement à l'époque de Henri Raspe II que les châteaux de Marbourg et de Gudensberg sont  reconstruits et agrandis. Henri Raspe II meurt vers 1155/1157 a priori sans alliance ni postérité.